# Petrus Mosellanus
Petrus Mosellanus Protegensis (1493-1524) (* Bruttig,  † Leipzig, 19 de Abril de 1524) foi humanista, teólogo católico e filólogo alemão. Foi também professor de grego da Universidade de Leipzig, onde teve como alunos Julius von Pflugk (1499-1564), Bispo de Naumburg, o mineralogista alemão Georgius Agricola (1494-1555), o humanista Joachim Camerarius, o Velho (1500-1574) e o teólogo e erudito Christoph Hegendorff (1500-1540)

## Publicações
- Isocratis Atheniensis Oratoris ac philosophi grauissima oratio de bello fugie[n]do, & Pace serunda ad populu[m] Atheniensem Basileae 1519
- „Tabulae de schematibus et tropis“ (Frankfurt 1516)
- „Paedologia in puerorum usum conscripta“ (Leipzig 1518)
- Divi Clavdiani Mamerti Vie/nensis Galliarvm Episcopi, De Statv Animae. Libri Tres / Petro Mosellano Recognitore. - Basileae : Hornken & Hitorpius, Febr. 1520. Digitalizada pela de:Universitäts- und Landesbibliothek Düsseldorf
- Noctes atticae. Accesserunt eruditissimi viri Petri Mosellani in easdem perdoctae adnotationes, Köln, Martin Gymnich. 1549. Von Mosellanus bearbeitete Neuausgabe der "Attischen Nächte" des Aulus Gellius
- „Oratio de variarum linguarum cognitione paranda“ (Leipzig 1518)
- „oratio de concordia, praesertim in scholis publicis litterarum professoribus tuenda“ (beide gedruckt Leipz. 1520)
- „Praeceptiuncula de tempore studiis impartiendo“ (Leipzig 1521)
- „de ratione disputandi praesertim in re theologica“ (Leipz. 1519)